# Corina Ciocârlie
Corina Ciocârlie (n. 13 octombrie 1963, Timișoara) este o eseistă și critică literară română. Este stabilită în Luxemburg, publicând articole, eseuri și cărți în limbile română și franceză. 

## Biografie
Este fiica prozatorului și criticului literar Livius Ciocârlie și al prof. univ. Constanța Ciocârlie (n. Bălan). A absolvit Liceul „C. Diaconovici Loga” din Timișoara, apoi Facultatea de Limba și Literatura Română a Universității din București (1986). A lucrat ca profesoară de limba română la Slobozia și Timișoara, apoi redactor la Editura Eminescu. În anul 1991 a obținut titlul de doctor în filologie cu teza Hermeneutica răului în literatura română (1991).
S-a stabilit în Belgia în 1991, iar apoi în Luxemburg. Este profesoară de limba franceză la Alianța Franceză din Luxemburg și profesoară de limba română la Parlamentul European și la Curtea Europeană de Justiție, lucrând în paralel ca redactor-șef al suplimentului literar Livres-Bücher al cotidianului Tageblatt. Coordonează colecția «Afinități» a editurii Phi din Luxemburg. Începând din 1995 se ocupă de organizarea Zilelor literare de la Mondorf (Luxemburg). Colaborează, de asemenea, la Radio socio-culturelle Luxembourg și la săptămânalul francofon Le Jeudi din Luxemburg. 
Corina Ciocârlie este membră a Uniunii Scriitorilor din România și a Uniunii Scriitorilor din Luxemburg (Lëtzebuerger Schrëftstellerverband).

## Activitatea publicistică
A debutat în revista România literară (nr. 45/1985) cu un articol despre proza lui Mihail Sadoveanu. Colaborează la reviste din România și din străinătate: România literară, Viața românească, Euresis – Cahiers Roumains d'Études Littèraires, Revista de istorie și teorie literară, Limbă și literatură (București), Orizont (Timișoara), Nouveaux cahiers de l’Est (Paris), Revue littéraire / Léo Scheer (Paris), Lëtzebuerger Land, Cahiers luxembourgeois, Le Jeudi (Luxemburg) etc. Publică eseuri și articole de critică literară în limbile română și franceză. 
Volumul de eseuri de debut Pragmatica personajului (1992) a obținut Premiul pentru debut al Uniunii Scriitorilor din România. A mai publicat volume de eseuri pe teme literare în limba română: Fals tratat de disperare (1995, Premiul Filialei Timișoara a Uniunii Scriitorilor), Femei în fața oglinzii (1998), În căutarea centrului pierdut (2011, Premiul revistei Observator Cultural), Un țărm prea îndepărtat. Seducția frontierelor, frontierele seducției (2013) și în limba franceză: Un miroir aux alouettes. Petit dictionnaire de la pensée nomade (1999), Laissez-passer. Topographie littéraire d’une Europe des frontières (2004), Il n'y a pas de dîner gratuit. Petit abécédaire de la rencontre en littérature (2011; ed. rom., 2012).
Eseurile sale tratează aspecte precum ospitalitatea, călătoria, întoarcerea, dezrădăcinarea și cunoașterea de sine, fiind o căutare a identității într-o lume cu frontiere geoculturale tot mai volatile.
Volumul Femei în fața oglinzii (1998) analizează fragmente din 12 romane publicate în secolul al XX-lea de 12 scriitori români: Liviu Rebreanu, H.P. Bengescu, Camil Petrescu, Anton Holban, Garabet Ibrăileanu, M. Blecher, Ștefan Bănulescu, Gabriela Adameșteanu, George Bălăiță, Radu Petrescu, Mircea Cărtărescu și Gheorghe Crăciun. Fragmentele decupate de autoare urmăresc personajele feminine (Nadina, Manuela, Emilia, Dania, Adela, Clara, Felicia, Yvonne, Ioana) privindu-se în oglindă și analizându-și propriile trăiri sufletești.
Cartea Un miroir aux alouettes. Petit dictionnaire de la pensée nomade (1999) este inspirată din tematica omului nomad ce străbate frontierele geoculturale, iar În căutarea centrului pierdut (2011) analizează relația dintre centrul geocultural și periferie.
Eseurile din volumul În căutarea centrului pierdut (2011) abordează agonia Imperiului Austro-Ungar și a mitului habsburgic așa cum este ilustrată în câteva romane ale unor mari scriitori austrieci din prima jumătate a secolului al XX-lea (Joseph Roth, Robert Musil, Hermann Broch), precum și tema emigrației și a exilului ce apare în scrierile autobiografice ale autorilor (Stefan Zweig, Witold Gombrowicz, Ioan Slavici, Liviu Rebreanu, Emil Cioran, Gregor von Rezzori, Milan Kundera) care s-au regăsit rupți de centrul politic și cultural de la Viena, după Primul Război Mondial, dezrădăcinați și izolați la periferia culturii europene. Corina Ciocârlie analizează relația dintre centru și periferie și modul în care destrămarea imperiului a dat naștere unei literaturi a exilului.
Cartea Nimic nu se dă pe gratis. Breviar pentru autori în vilegiatură (2011), publicată inițial în limba franceză, tratează cu umor contactul cultural dintre Vest și Est petrecut după căderea regimurilor comuniste, prin intermediul mărturiilor de călătorie ale unor scriitori est-europeni în țările occidentale și al experiențelor similare trăite de personajele din cărțile lor. Autoarea prezintă tentațiile și capcanele acestor experiențe interculturale, uneori grotești, ce pot transforma inspirația scriitorilor în inhibiție.
Volumul Un țărm prea îndepărtat. Seducția frontierelor, frontierele seducției (2013), nominalizat la Premiile revistei Observator cultural, ediția 2014, secțiunea „Critică literară/ Istorie literară/ Teorie literară”, conține eseuri de literatură comparată ce realizează o incursiune erotico-exotică în operele unor scriitori români (Liviu Rebreanu, Gib I. Mihăescu, Mircea Eliade, Ștefan Bănulescu) și străini (Danilo Kiš, Ismail Kadare, Ivo Andrić, Milan Kundera, Péter Esterházy, Constantin P. Kavafis, Jaroslav Hašek). Cartea devine „un amplu exercițiu de imaginație despre ideea de frontieră”, care creează „o adevărată cultură a imaginarului”.

## Opera
- Pragmatica personajului, eseuri, Ed. Minerva, București, 1992;
- Fals tratat de disperare, eseuri, Ed. Hestia, Timișoara, 1995;
- Femei în fața oglinzii, eseuri, Ed. Echinox, Cluj-Napoca, 1998;
- Un Miroir aux alouettes. Petit dictionnaire de la pensée nomade, Éditions Phi & CNL, Luxemburg, 1999 (semnat Corina Mersch);
- Un Histoire sans fin. Dialogues avec Frank Hoffmann, Éditions Phi, Luxemburg, 2000;
- Laissez-passer. Topographie littéraire d’une Europe des frontières, Éditions Phi, Luxemburg, 2004 (semnat Corina Mersch);
- Où demeurer ailleurs que là , Luxembourg, lieux intimes, Luxemburg, 2008, în colaborare cu Véronique Fixmer;
- Il n'y a pas de dîner gratuit. Petit abécédaire de la rencontre en littérature, cu ilustrații de Dan Perjovschi, Éditions Ultimomondo, 2011; ed. rom., Nimic nu se dă pe gratis. Breviar pentru autori în vilegiatură, Editura Tracus Arte, 2012;
- În căutarea centrului pierdut, Colecția Revizitări, Ed. ART, București, 2011;
- Un țărm prea îndepărtat. Seducția frontierelor, frontierele seducției, Ed. Cartea Românească, București, 2013.